# Pluhiw
Pluhiw (ukrainisch Плугів; russisch Плугов Plugow, polnisch Płuhów) ist ein Dorf in der westukrainischen Oblast Lwiw mit etwa 810 Einwohnern.
Sie gehört verwaltungstechnisch zur Stadtgemeinde Solotschiw, bis 2020 gehörte das Dorf mit 7 anderen Dörfern zur Landratsgemeinde Pidlypzi (Підлипці).

## Geschichte
Der Ort wurde im Jahre 1477 als Pluhow und später als Pluchow (1483, 1515, 1578) urkundlich erwähnt. Der Name ist abgeleitet vom ukrainischen Wort für Pflug.
Er gehörte zunächst zum Lemberger Land in der Woiwodschaft Ruthenien der Adelsrepublik Polen-Litauen. Bei der Ersten Teilung Polens kam das Dorf 1772 zum neuen Königreich Galizien und Lodomerien des habsburgischen Kaiserreichs (ab 1804).
Im Jahre 1900 hatte die Gemeinde Płuhów 188 Häuser mit 1211 Einwohnern, davon 1020 ruthenischsprachig, 187 polnischsprachig, 1014 griechisch-katholisch, 119 römisch-katholisch, 75 Juden, 3 anderen Glaubens.
Nach dem Ende des Polnisch-Ukrainischen Kriegs 1919 kam die Gemeinde zu Polen. Im Jahre 1921 hatte die Gemeinde Płuhów 227 Häuser mit 1208 Einwohnern, davon 915 Ruthenen, 275 Polen, 18 Juden (Nationalität), 1036 griechisch-katholisch, 134 römisch-katholisch, 36 Juden (Religion).
Im Zweiten Weltkrieg gehörte der Ort zuerst zur Sowjetunion und ab 1941 zum Generalgouvernement, ab 1945 wieder zur Sowjetunion, heute zur Ukraine.

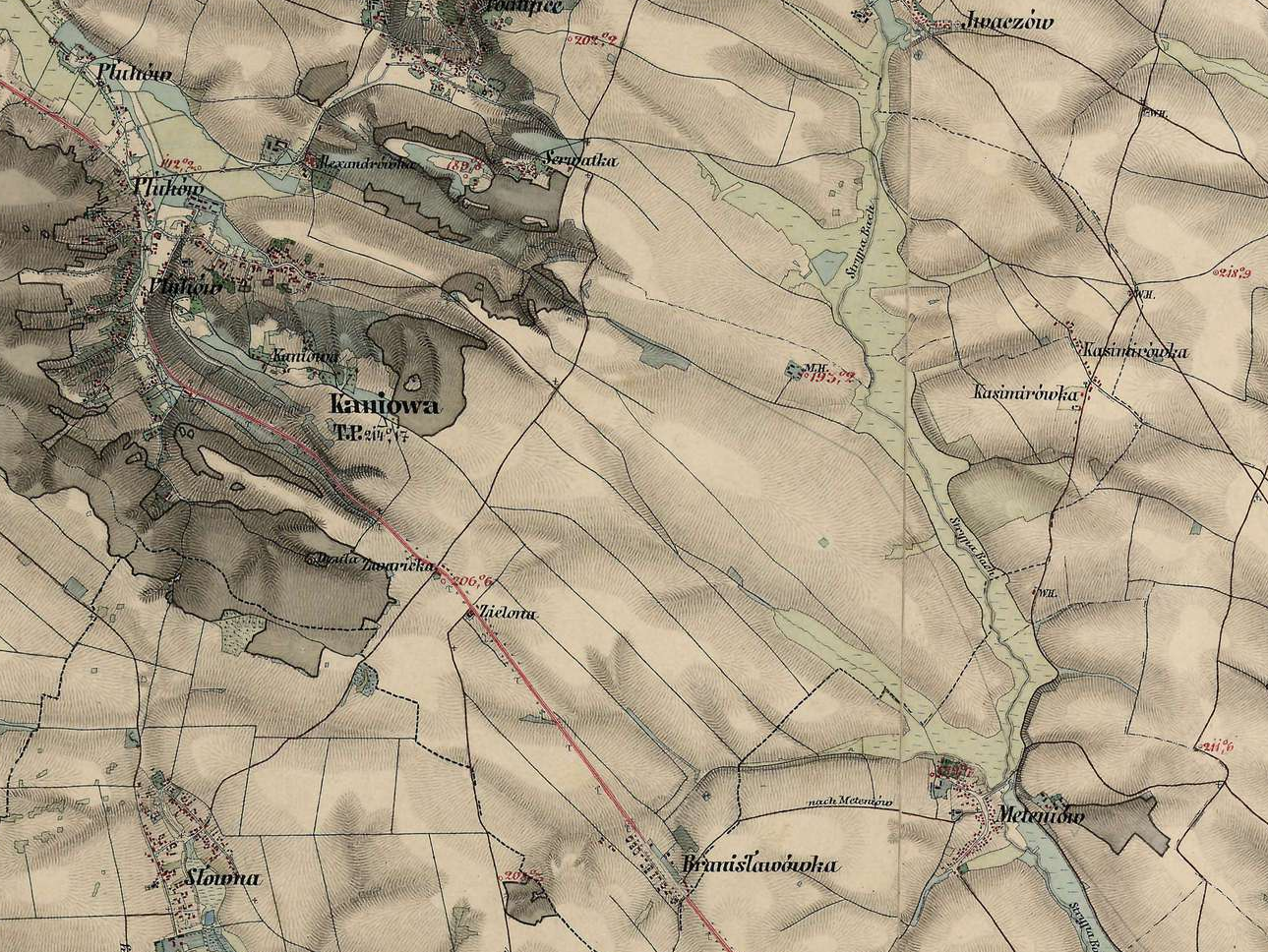
Pluhów, Branisławówka und Kazimirówka auf der Franziszeischen Landesaufnahme um die Mitte des 19. Jahrhunderts

### Bronisławówka und Kazimirówka
Im Jahre 1836 wurden von Graf Mizipotowski auf dem Grund des Dorfes deutsche Kolonisten angesiedelt. Es entstanden zwei Siedlungen: Bronisławówka (entlang des Wegs nach Sboriw) und Kazimirówka (im Osten; benannt nach den Söhnen des Grafs), die zur einen unabhängigen Gemeinde mit dem Namen Bronisławówka wurden. Die Protestanten gründeten schon im Jahre 1838 zwei lutherische Filialgemeinden der Pfarrgemeinde Lemberg in der Evangelischen Superintendentur A. B. Galizien.
Im Jahre 1900 hatte die Gemeinde Bronisławówka 55 Häuser mit 376 Einwohnern, davon 312 deutschsprachig, 40 polnischsprachig, 24 ruthenischsprachig, 28 griechisch-katholisch, 11 römisch-katholisch, 24 Juden, 313 anderen Glaubens.
Im Jahre 1921 hatte die Gemeinde Bronisławówka 41 Häuser mit 338 Einwohnern, davon 149 Deutschen, 127 Polen, 62 Ruthenen, 167 evangelisch, 117 griechisch-katholisch, 42 römisch-katholisch, 12 Juden (Religion).
Der Ort wurde im Jahre 1950 von Sowjets vernichtet.

## Sehenswürdigkeiten

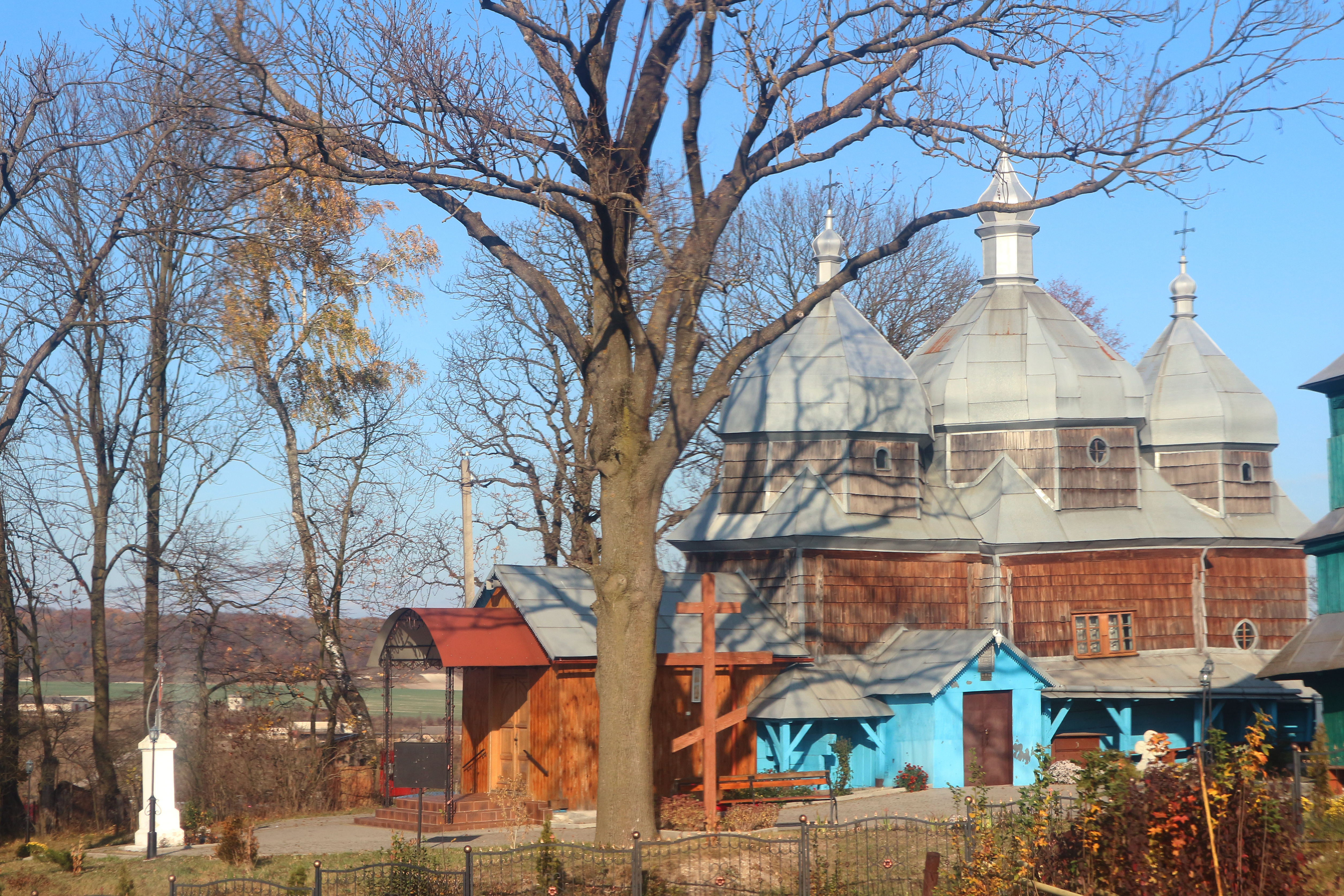
Ortskirche

- Griechisch-katholische Kirche, erbaut 1715[7]